# Saturnia
Saturnia este un gen de molii din familia Saturniidae. Speciile sunt de dimensiuni mari, cunoscute și ca molii împărat. Majoritatea sunt din zona palearctică, dar trei specii (mai exact S. mendocino, S. walterorum și S. albofasciata) dunt răspândite și în California.

## Specii
- Saturnia albofasciata (Johnson, 1938) ;[1]
- Saturnia atlantica Lucas, 1848
- Saturnia cameronensis Lemaire, 1979
- Saturnia centralis Naumann & Loeffler, 2005
- Saturnia cephalariae (Romanoff, 1885)
- Saturnia cidosa Moore, 1865
- Saturnia cognata Jordan in Seitz, 1911
- Saturnia koreanis Brechlin, 2009
- Saturnia luctifera Jordan in Seitz, 1911
- Saturnia mendocino Behrens, 1876 [2]
- Saturnia pavonia - Molia împărat mică
- Saturnia pavoniella
- Saturnia pinratanai Lampe, 1989
- Saturnia pyretorum Westwood, 1847
- Saturnia pyri - Molia împărat gigantă
- Saturnia spini
- Saturnia taibaishanis Brechlin, 2009
- Saturnia walterorum Hogue & Johnson, 1958 [3]
- Saturnia zuleika Hope, 1843